# Parakneria cameronensis
Parakneria cameronensis är en fiskart som först beskrevs av Boulenger, 1909.  Parakneria cameronensis ingår i släktet Parakneria och familjen Kneriidae. IUCN kategoriserar arten globalt som livskraftig. Inga underarter finns listade i Catalogue of Life.